# Mahut

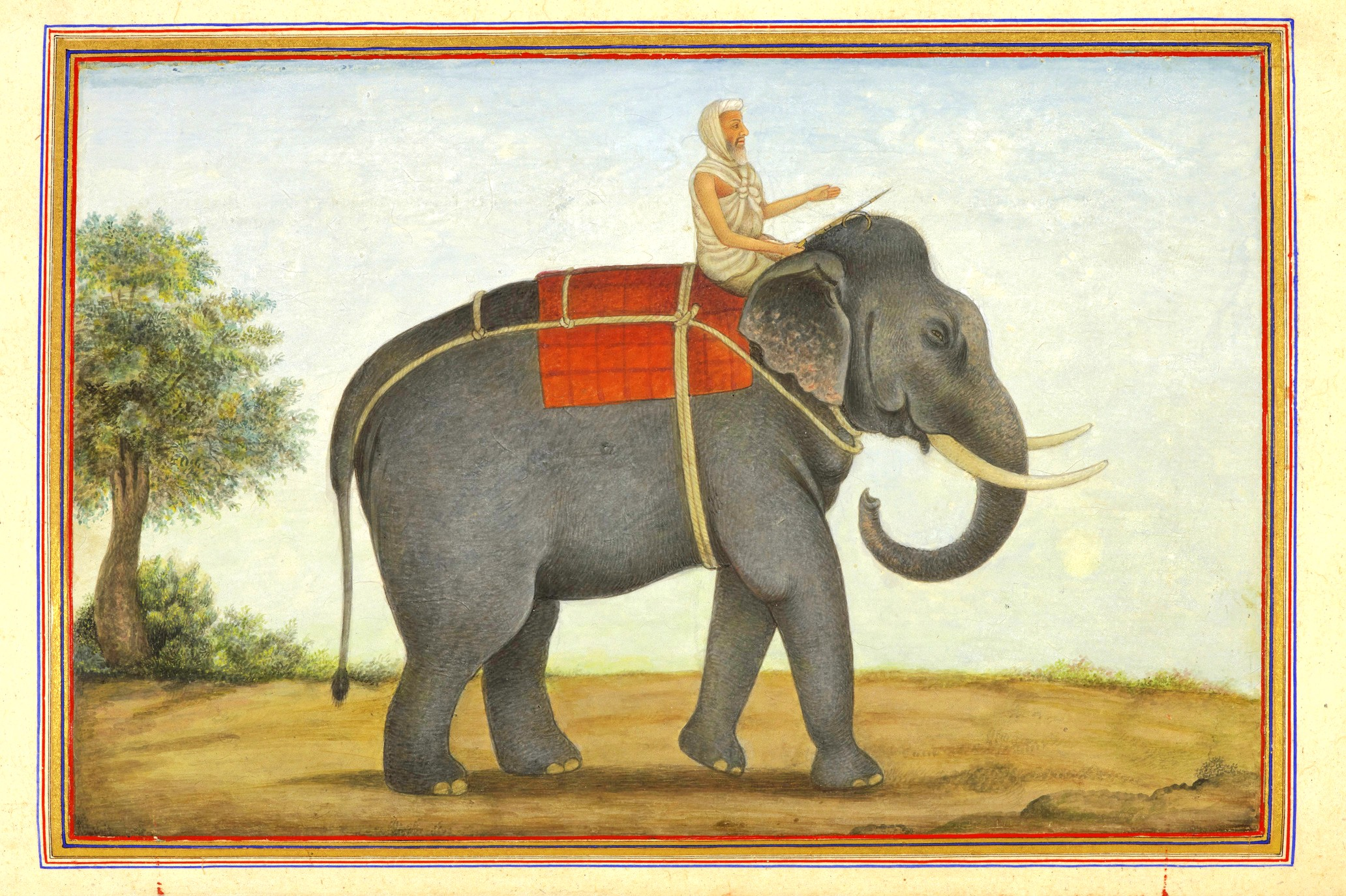
Immagine di un conduttore di elefanti in India (dal Tashrīh al-aqvām, 1825).

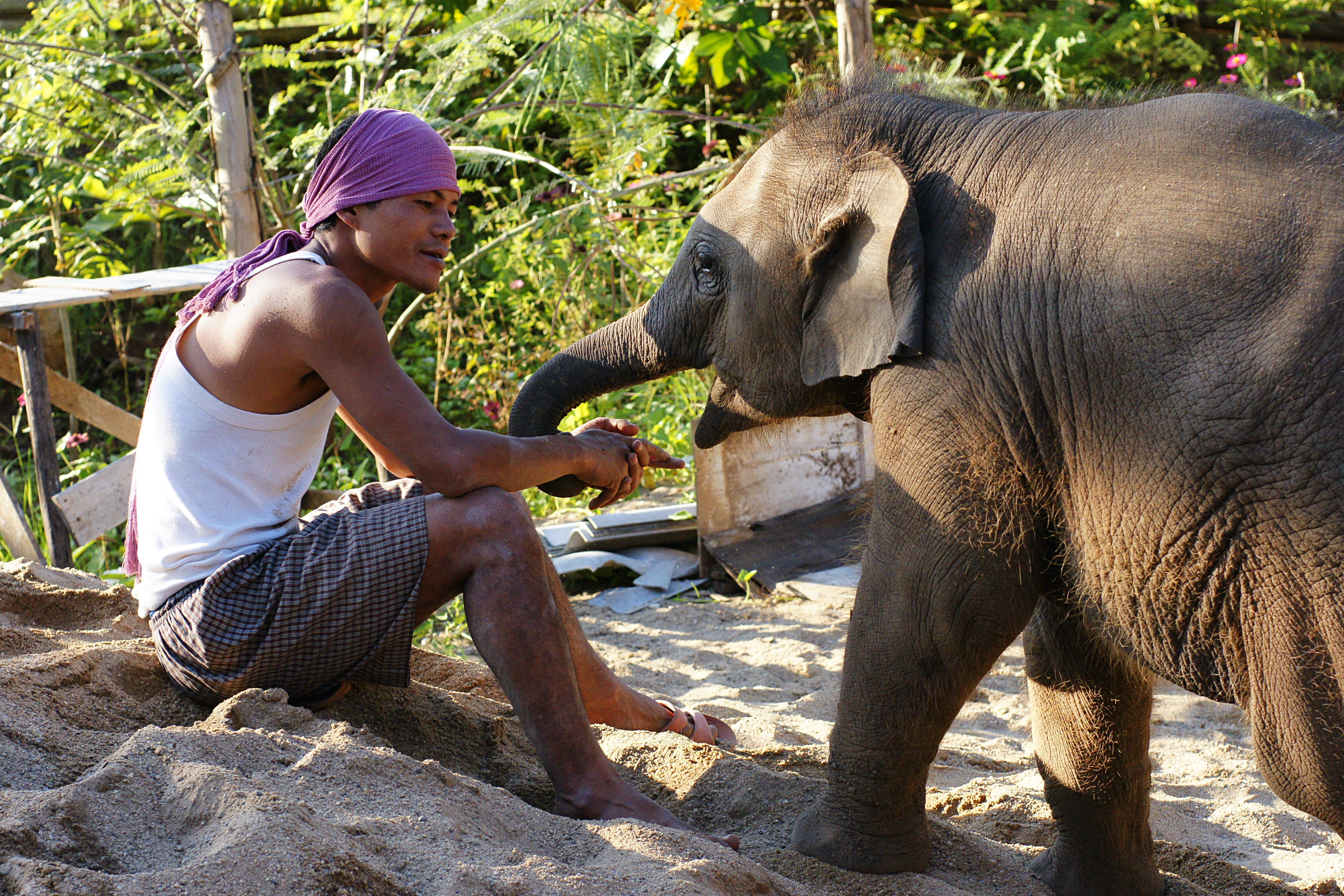
Mahut con un giovane elefante nell'Elephant Nature Park (Tailandia).

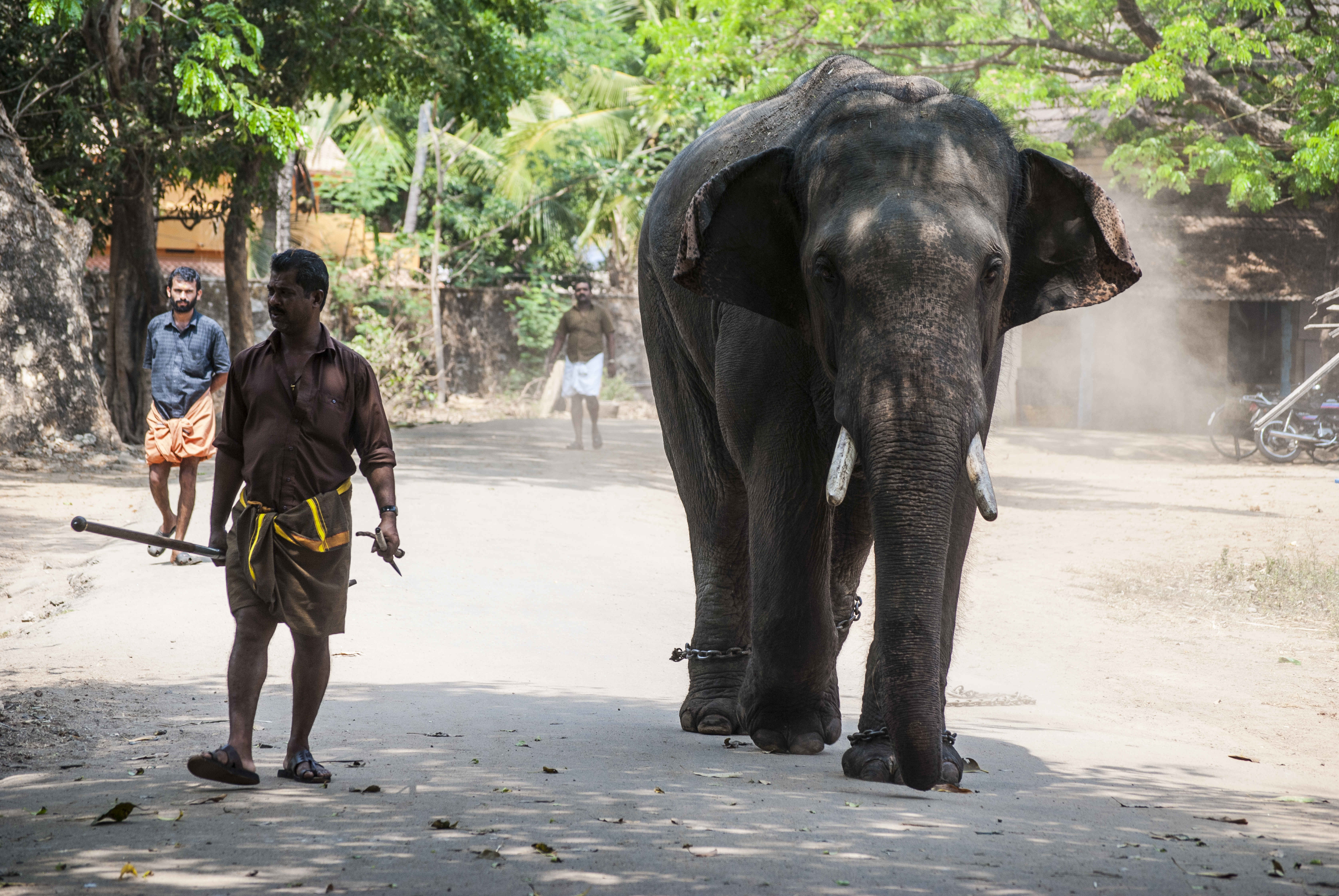
Un giovane elefante e il suo mahut (Kerala, India).

Un mahut è un conduttore di elefante, suo addestratore o suo custode. Di norma, un mahut muove i primi passi del suo mestiere già in una famiglia specializzata in questa attività, quando gli viene affidato un giovane elefante. Tra essi si crea un fortissimo legame che dura spesso per tutta la vita.

## Etimologia
La parola mahut deriva dei sostantivi Hindi mahaut (महौत) e mahavat (महावत), a loro volta legati al Sanscrito mahamatra (महामात्र).
Un altro termine è cornac o kornak, entrato nelle varie lingue europee tramite il Portoghese. Esso pure deriva dal Sanscrito karināyaka,  un Composto linguistico di karin (elefante) e nayaka (guida). In Telugu, una persona che si prende cura degli elefanti è chiamato Mavati: termine derivato anch'esso dal Sanscrito. In Tamil, la parola impiegata è pahan, che significa "custode di elefanti", e in Sinhala si usa kurawanayaka ("maestro stabile"). In Malayalam la parola impiegata è paappaan.
In Myanmar, il mestiere è definito u-si; in Tailandia kwan-chang (ควาญช้าง), e in Vietnam quản tượng.

## Attrezzatura

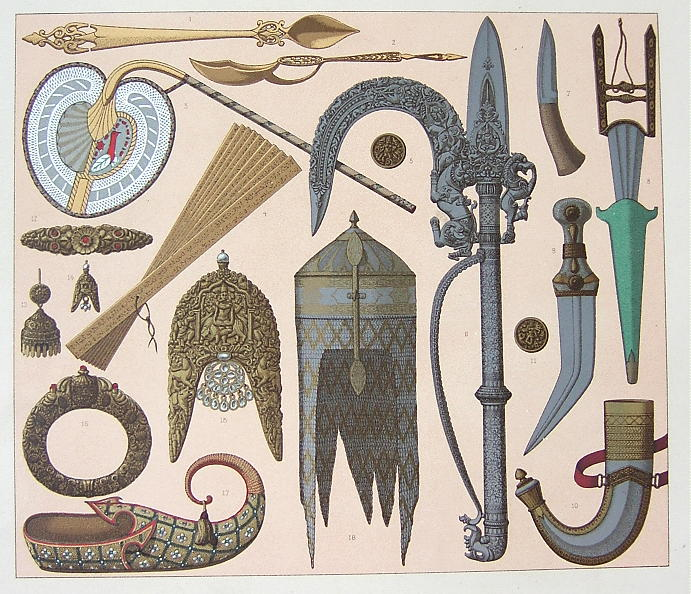
Antichi ganci di acciaio usati dai conduttori di elefanti in epoca Mughal.

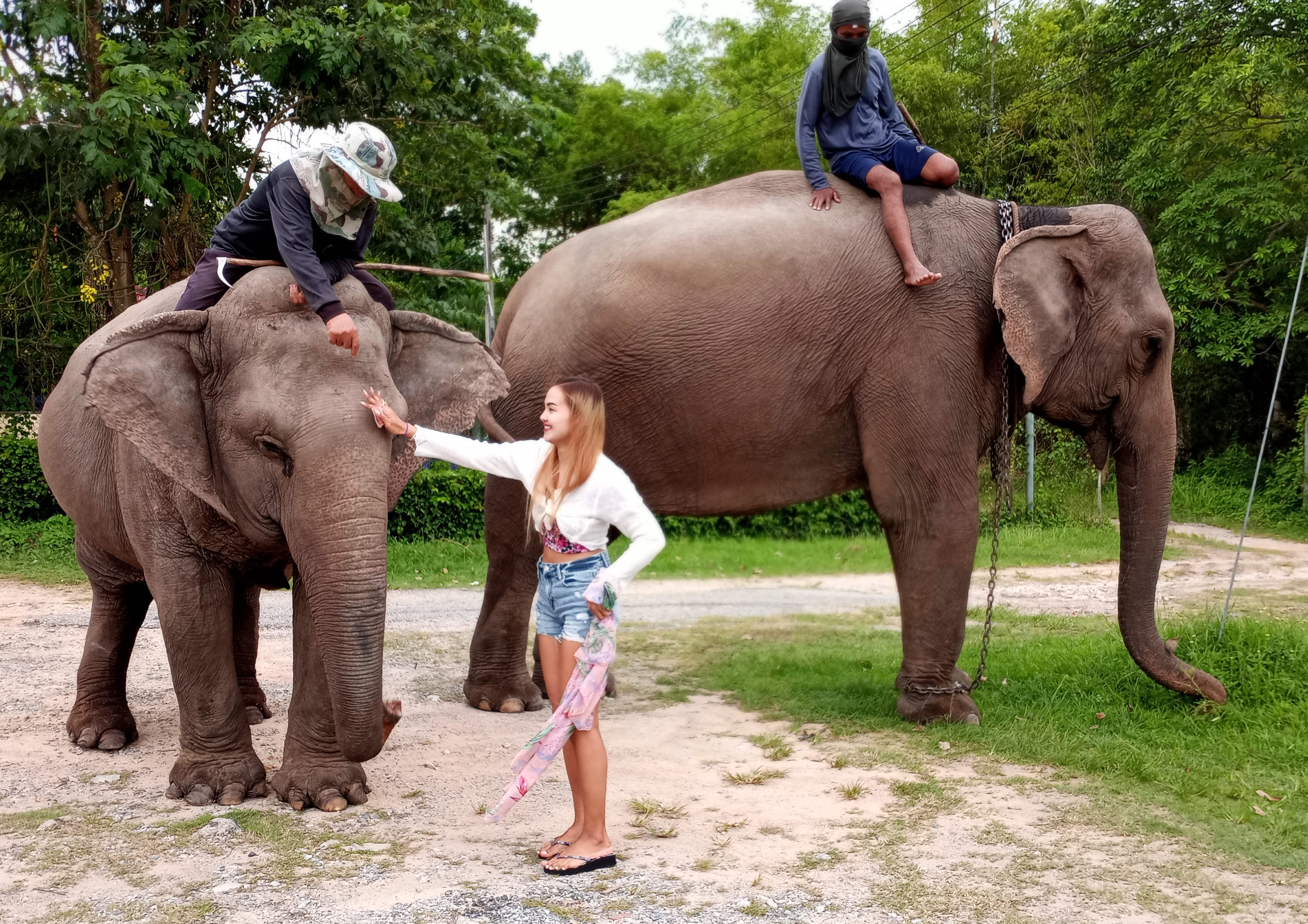
Elefanti e mahout tailandesi con Aṅkuśa

Le attrezzature più comunemente usate dai mahut sono catene e un pungolo chiamato Aṅkuśa (o ankus o anlius): un appuntito gancio metallico utile nella guida e nell'addestramento dell'elefante.
In India, specialmente nel Kerala, i mahut impiegano tre tipi di utensili per il controllo dell'elefante: il  thotti (gancio), lungo quasi 107 cm e spesso circa 2,5 cm; il valiya kol (palo lungo), lungo 32 cm circa e spesso circa 2,5 cm; e il cheru kol (palo corto).

## Società
Elefanti e mahut fanno da lungo tempo parte integrante della politica e dell'economia dell'Asia meridionale e del Sud-Est. Gli elefanti sono animali spesso destinati a ministeri governativi che ne fanno richiesta e talvolta sono impiegati come regali. Oltre ai loro tradizionali impieghi, ancora al giorno d'oggi i mahut sono utili nei servizi forestali e nella deforestazione, legata all'agricoltura e all'industria del legno, per cui i pachidermi risultano più versatili dei mezzi meccanici. Un loro impiego mai venuto meno è quello legato al turismo.